# 山口勉功
山口 勉功（やまぐち かつのり、1964年 - ） は、日本の金属工学者。早稲田大学理工学術院創造理工学部環境資源工学科教授、東京大学生産技術研究所サステイナブル材料国際研究センター客員教授。

## 人物・経歴
栃木県宇都宮市生まれ。栃木県立宇都宮高等学校を経て、1986年岩手大学工学部金属工学科卒業。1989年東北大学大学院工学研究科金属工学専攻博士前期課程修了、東北大学選鉱製錬研究所助手。1990年岩手大学工学部助手。1995年東北大学博士（工学）。2000年岩手大学工学部助教授。2005年東京大学生産技術研究所研究員。2007年岩手大学工学部教授。2009年東京大学生産技術研究所客員教授。2017年早稲田大学創造理工学部教授。2020年早稲田大学理工学術院総合研究所兼任研究員。金属製錬及び都市鉱山の研究が専門。

## 受賞
- 1996年金属研究助成会原田研究奨励賞[2]
- 1999年資源・素材学会論文賞[2]
- 2002年資源・素材学会奨励賞[2]
- 2013年TANAKAホールディングスゴールド賞[2]
- 2014年資源・素材学会論文賞[2]
- 2015年岩手大学研究部門優秀者賞[2]
- 2017年環境資源工学会技術賞[2]